# HD 199442
HD 199442，又名BD-00 4132，SAO 126396、HR 8017，是一颗恒星，视星等为6.05，位于銀經48.95，銀緯-27.42，其B1900.0坐标为赤經20h 52m 3.5s，赤緯+0° -27.42′ 52″。